# Верхнеянченков
Верхнеянченков — хутор в Багаевском районе Ростовской области.
Входит в состав Ёлкинского сельского поселения.

## География
Расположен в 16 км (по дорогам) восточнее районного центра — станицы Багаевской.
Рядом с посёлком протекает река Подпольная.

## Население
| 1989 | 2002 | 2010 |
| ---- | ---- | ---- |
| 297  | ↗385 | ↗408 |

## Улицы
| - пер. Комиссарова, - пер. Лесной, - пер. Мирный, - пер. Полевой, | - пер. Речной, - пер. Садовый, - ул. Степная, - ул. Школьная. |